# DataCite
DataCite est un consortium international de bibliothèques et services spécialisés dans les sciences de l'information, qui vise à faciliter l'archivage numérique ainsi que l'accès aux ressources numériques sur Internet, notamment par l'attribution d'un DOI à chacune d'entre elles. DataCite a été fondé le 1er décembre 2009 à Londres.

## Objectif
Datacite a pour but de mettre à disposition des DOI pour les données scientifiques. Elle est également habilitée à enregistrer des DOI pour d'autres type de ressources telles que des publications, des jeux et bases de données, des logiciels, des images, des cartes, etc.

## Membres
- Bibliothèque nationale allemande des sciences et de la technologie (TIB)
- British Library (BL), UK
- ETH Zurich Library, Switzerland
- Institut de l'information scientifique et technique (CNRS), France[2]
- National Technical Information Center (DTIC), Denmark
- TU Delft Library, Netherlands
- L'Institut canadien de l'information scientifique et technique (ICIST) / CISTI (en)
- Australian National Data Service (ANDS)
- California Digital Library (CDL), USA
- Purdue University Libraries (PUL), USA
- Bibliothèque nationale de médecine allemande (ZB MED)
- GESIS - Leibniz Institute of Social Sciences, Allemagne
- Conseil national de recherches Canada (NRC-CNRC), Canada[3]